# Just Neighbors
Just Neighbors é um curta-metragem de comédia mudo produzido nos Estados Unidos, dirigido por Harold Lloyd e lançado em 1919.